# Црква Светог деспота Стефана у Бабама
Црква Светог деспота Стефана у Бабама, насеље Бабе на територији Градске општине Сопот, подигнута је 2018. године, припада Епархији шумадијској Српске православне цркве.
Црква је подигнута на темељима старијег храма из 15. века и везује се за период владавине Светог деспота Стефана Лазаревића.